# 五十嵐椋
五十嵐 椋（いがらし りょう）は、NHKのアナウンサー。

## 人物・挿話
東京都葛飾区出身。本郷高等学校を経て、明治大学農学部を卒業後、2014年（平成26年）に入局。
2児の父である。好きな食べ物はわらび餅、とろろ、そば。
2023年度からは、福井県を中心とする「地域職員」となったことが、福井放送局のプロフィールで本人より明かされている。

## 現在の担当番組
- ニュースザウルスふくい（キャスター：2021年3月29日 - 2023年3月31日・2024年4月1日 - ）[8]
- 福井のニュース・中継・リポート
- スポーツ中継

## 過去の担当番組
山形放送局時代（2014年度 - 2018年7月31日）
- 山形のニュース・中継・リポート
- ニュースやまがた6時（不定期・片山智彦のキャスター代行など）
- やままる（不定期・中谷文彦のキャスター代行など）
- 着信御礼!ケータイ大喜利「2月（2）」（2015年2月15日）
- あさイチ「JAPAなび 山形・置賜（おきたま）地方」（2015年5月14日）
- 目撃!日本列島 ごちそうは いらない～山形 外国人が集う農家～（ナレーション・2015年11月14日）
- ひるブラ「変幻自在!?こんにゃく革命!～山形・上山市～」（2016年3月22日）
- Nスペ5min. 神の領域を走る ～パタゴニア極限レース141km～（2016年10月1日）

- NHKジャーナル 報告（2014年9月24日）ラジオ第1

福井放送局時代（2018年8月1日 - 現在）
- 第18回全国障害者スポーツ大会 ～福井しあわせ元気大会～ 開会式（2018年10月13日）
- 大相撲夏場所 二日目（2019年5月13日）BS1
- 大相撲夏場所 六日目（2019年5月17日）BS1
- 大相撲名古屋場所 二日目（2019年7月8日）BS1
- 大相撲名古屋場所 四日目（2019年7月10日）BS1
- デイナの恐竜図鑑（11）「この歯なんの歯?／化石ハンター」（恐竜博士役）声優（2023年4月30日）
- ホクロック!
  - 「北陸新幹線あす延伸!観光にどう生かす?」（進行：2024年3月15日[9]）
- 「生中継 きょう延伸 つながる!北陸新幹線」（リポーター：2024年3月16日）

- 第101回全国高校野球選手権大会 第2日（2019年8月7日）
- 第101回全国高校野球選手権大会 第5日（2019年8月10日）
- 第101回全国高校野球選手権大会 第8日（2019年8月13日）